# Sumac (banda)
Sumac (estilizado como SUMAC) es una banda canadiense-estadounidense de post-metal formada en el año 2014. Cuenta con Nick Yacyshyn (de la banda Baptists), Brian Cook (de la banda Russian Circles) y Aaron Turner (de las bandas Old Man Gloom, ex-Isis y Mamiffer) quienes actualmente residen en Columbia Británica, Brooklyn y Vashon respectivamente.

## Historia
El músico Aaron Turner comenzó a trabajar en nuevos temas que eventualmente dieron forma al proyecto Sumac, con la intención de escribir la música más pesada de su carrera. Después de tener las bases de algunas canciones, preguntó a Kurt Ballou (de la banda Converge) si conocía algún baterista disponible que conectara con el tipo de música que estaba escribiendo. Ballou, quien en abril del 2014 trabajó con la banda canadiense de crust punk Baptists en la grabación de su álbum Bloodmines recomendó a Nick Yacyshyn, baterista de esta banda. Turner y Yacyshyn tocaron un par de veces y se acoplaron bastante bien, comentando Yacyshyn que ese era el tipo de música que le gustaría realizar, describiendo la experiencia: "bastante densa y pesada, ya que nunca había trabajado en algo que sonara igual." A pesar de que ambos tenían responsabilidades con sus respectivas bandas principales, Turner anunció que Sumac intentaría funcionar como una banda de tiempo completo con todo lo que conlleva, escribir, grabar y realizar presentaciones en vivo, descartando considerarla solamente un proyecto paralelo. Después de un par de sesiones más, Sumac se presentó por primera vez en escenarios en diciembre del 2014 abriendo para Deafheaven en Vancouver.
Sumac lanzó su primer álbum The Deal el 17 de febrero del 2015 por medio de Profound Lore Records, con el sello SIGE Records (propiedad de Turner) encargándose del lanzamiento en vinilo. Para este álbum Turner invitó a Brian Cook como bajista de sesión y "un miembro auxiliar/intermitente para las presentaciones en vivo el tiempo que sea posible," aunque rápidamente se integró de tiempo completo a la banda. El álbum fue grabado por Mell Dettmer (quien ya había trabajado con las bandas Sunn O))) y Earth) en Seattle, Washington y masterizado por Kurt Ballou en Salem, Massachusetts. Para la promoción del álbum, Sumac lanzó anticipadamente los temas "Thorn in the Lion's Paw" y "Blight's End Angel" vía streaming. La banda realizó una gira corta por Norteamérica para promocionar el álbum en marzo del 2015.
Un año después de lanzar su primer álbum, en febrero de 2016, Sumac anunció su integración al sello Thrill Jockey para el lanzamiento de su segundo álbum de estudio. Este material, titulado What One Becomes fue lanzado el 10 de junio del 2016 descrito como "un análisis interno de los problemas personales y la lucha contra la ansiedad de Turner." El 9 de diciembre del 2016 la banda lanzó un EP de cuatro canciones titulado Before You I Appear el cual cuenta con remixes de What One Becomes realizados por artistas como Samuel Kerridge, Bleed Turquoise, Endon y Kevin Drumm.
En noviembre del 2017, Sumac anunció la realización de un álbum colaborativo con el multinstrumentista japonés Keiji Haino titulado American Dollar Bill – Keep Facing Sideways, You're Too Hideous to Look at Face On. El álbum fue grabado en el verano del 2017 en el estudio Tokyo’s Goksound recording como "una serie de sesiones no preparadas y completamente no premeditadas", siendo lanzado finalmente el 24 de febrero del 2018.
También se grabó un álbum en vivo en el show de radio WFMU de Brian Turner, el cual fue lanzado el 2 de febrero de 2018 a través de SIGE Records en una edición limitada en formato casete.
En junio del 2018 la banda anunció su tercer álbum Love in Shadow, el cual sería lanzado el 21 de septiembre de ese mismo año, de igual forma a través de Thrill Jockey.
Sumac lanzó un segundo álbum colaborativo con Keiji Haino titulado Even for Just the Briefest Moment Keep Charging This "Expiation" Plug in to Making It Slightly Better por medio de Trost Records. Los tirajes en formato CD y vinilo fueron lanzados en junio y julio de 2019 respectivamente.

## Integrantes
Actuales
- Aaron Turner – guitarras, voz
- Nick Yacyshyn – batería
- Brian Cook – bajo[note 1]

Miembros en vivo
- Joe Preston – bajo

## Discografía
- The Deal (2015, Profound Lore)
- What One Becomes (2016, Thrill Jockey)
- Before You I Appear EP (2016, Thrill Jockey)
- WFMU Live cassette (2018, SIGE)
- Love in Shadow (2018, Thrill Jockey)

### Con Keiji Haino
- American Dollar Bill – Keep Facing Sideways, You're Too Hideous to Look at Face On (2018, Thrill Jockey)
- Even for Just the Briefest Moment Keep Charging This "Expiation" Plug in to Making It Slightly Better (2019, Trost)